# السمكة الكبيرة والبيغونيا
السمكة الكبيرة والبيغونيا فيلم رسوم متحركة صيني ملحمي، من تأليف وانتاج واخراج ليانغ تشان و زانغ تشن.

## القصة
في عالمٍ قديمٍ خرافي، تعيش كائنات روحية تشرف على النظام الطبيعي للدنيا الفانية. أحد تلك الكائنات، فتاةٌ صغيرة تدعى تشون، بلغت سن الرشد ويجب أن تكمل مراسيم رشدها بتجربة دنيا البشر بنفسها. في أثناء توجدها في دنيا البشر، تمسك بها شبكة صيد في جوٍّ عاصف لكن ينقذها فتىً بشري. إلا أن هذا الفتى يغرق بعد إنقاذها، فتعود تشون إلى عالمها وشعورٌ بالذنب يتملكها. ثم تلتقي تشون بحافظ الأرواح، وتطلب منه إحياء الفتى مقابل جزءٍ من عمرها. لم تكن تشون على دراية بالعواقب الوخيمة جرّاء التدخل بالنظام الطبيعي للعالم. “السمكة الكبيرة والبيغونيا” قصةٌ عن التضحية والفداء، حيث تتقبل تشون محدودية قواها وتضطر لمواجهة الموت، والحب، ومشاعرها الخاصة. عليها الاختيار بين التضحية بكل شيء لإنقاذ الفتى أو تجاهل التزامها الأخلاقي في المحافظة على النظام الطبيعي للعالم.

## روابط خارجية
- السمكة الكبيرة والبيغونيا على موقع IMDb (الإنجليزية)
- السمكة الكبيرة والبيغونيا على موقع ميتاكريتيك (الإنجليزية)
- السمكة الكبيرة والبيغونيا على موقع روتن توميتوز (الإنجليزية)
- السمكة الكبيرة والبيغونيا على موقع نتفليكس (الإنجليزية)
- السمكة الكبيرة والبيغونيا على موقع ألو سيني (الفرنسية)
- السمكة الكبيرة والبيغونيا على موقع أول موفي (الإنجليزية)
- السمكة الكبيرة والبيغونيا على موقع فيلمافينيتي (الإسبانية)
- السمكة الكبيرة والبيغونيا على موقع قاعدة بيانات الفيلم (الإنجليزية)
- السمكة الكبيرة والبيغونيا على موقع ليتربوكسد (الإنجليزية)
- السمكة الكبيرة والبيغونيا على موقع كينوبويسك (الروسية)